# Callistethus maculatus
Callistethus maculatus är en skalbaggsart som beskrevs av Guérin-Méneville 1834. Callistethus maculatus ingår i släktet Callistethus och familjen Rutelidae. Inga underarter finns listade.